# Kodeks Teodozjański
Kodeks Teodozjański (łac. Codex Theodosianus) – zbiór praw z czasów Cesarstwa rzymskiego, obejmujący konstytucje cesarskie wydane za panowania cesarzy chrześcijańskich, tj. z okresu od Konstantyna Wielkiego do Teodozjusza II.
Kodeks został opublikowany konstytucją z 15 lutego 438 roku. Składa się z 16 ksiąg i około 3000 konstytucji cesarskich, przy czym zawiera przede wszystkim normy prawa publicznego; jedynie księgi 2–5 poświęcono prawu prywatnemu, a księgę 16 – prawu kościelnemu. Inicjatorem powstania Kodeksu Teodozjańskiego był cesarz Teodozjusz II. Był to ostatni akt prawny podpisany przez cesarzy obu części Cesarstwa rzymskiego.
Kodeks nadawał moc dwu kompilacjom prywatnym z przełomu III i IV wieku, obejmującym prawo wcześniejsze, zwanych Codex Gregorianus i Codex Hermogenianus.
Ustawy wydane w latach 438–468 zwane Novellae Posttheodosianae są dodawane do Kodeksu w edycjach drukowanych.
Mimo redakcyjnych niedociągnięć Kodeks stanowił ważne ogniwo w rozwoju prawa rzymskiego i odegrał znaczną rolę w zachodniej Europie doby średniowiecza. Do XII wieku był bowiem podstawowym źródłem znajomości prawa rzymskiego, ponieważ nie znano jeszcze Kodeksu Justyniana. Dlatego też spisy prawa rzymskiego (leges romanae barbarorum), np. Brewiarz Alaryka, odwoływały się do jego postanowień.